# Guerreros de Hermosillo Fútbol Club
Il Guerreros de Hermosillo Fútbol Club, noto semplicemente come Guerreros, è stata una società calcistica messicana con sede ad Hermosillo.

## Storia
Il club nacque il 1º agosto 2009 dopo aver acquisito i diritti sportivi del Real Colima, fallito al termine della stagione appena conclusa. Prese parte alla stagione 2009-2010 di Liga de Ascenso terminando ultimo sia nel torneo di Apertura sia in quello di Clausura ma riuscì a mantenere il posto nella lega in quanto non erano previste retrocessioni per quell'anno.
Nel campionato di Apertura 2010 si classificò al nono posto, mancando la qualificazione alla Liguilla a causa della differenza reti peggiore rispetto ad Est. Altamira e León. Prima dell'inizio del torneo successivo tuttavia il club venne estromesso dalla divisione a causa del mancato pagamento dello stipendio ai calciatori nei mesi passati, cessando quindi di esistere.

## Risultati
| Torneo            | Posizione | Punti |
| ----------------- | --------- | ----- |
| Apertura 2009     | 17º       | 10    |
| Bicentenario 2010 | 17º       | 10    |
| Apertura 2010     | 9º        | 25    |